# اوردیس
اوردیس (به اسپانیایی: Órdenes) یکی از دهستان‌های اسپانیا است که در استان لاکرونیا واقع شده‌است.

## خصوصیات
اوردیس ۱۵۷٫۲۳ کیلومترمربع مساحت دارد  ۲۹۲ متر بالاتر از سطح دریا واقع شده‌است.